# Deutsche Gesellschaft für Technische Zusammenarbeit
Die Deutsche Gesellschaft für Technische Zusammenarbeit GmbH (GTZ) war ein am 1. Januar 1975 gegründetes, weltweit tätiges Unternehmen der Internationalen Zusammenarbeit für nachhaltige Entwicklung (Entwicklungszusammenarbeit). Bei der Gründung dieser Gesellschaft handelte es sich um einen Zusammenschluss der ehemaligen Bundesstelle für Entwicklungshilfe (BfE) mit der Deutschen Fördergesellschaft für Entwicklungsländer (GAWI) unter der Federführung des damaligen Entwicklungshilfeministers Egon Bahr. Einziger Gesellschafter des gemeinnützigen Unternehmens war die Bundesrepublik Deutschland. Die GTZ hatte ihren Sitz in Eschborn bei Frankfurt am Main. Zudem unterhielt sie Büros in 87 Ländern und führte Projekte in über 120 Ländern der Erde durch.
Die GTZ, der Deutsche Entwicklungsdienst (DED) und die Bildungsorganisation InWEnt unterzeichneten im Dezember 2010 in Berlin einen Fusionsvertrag, der sie zur neuen Deutschen Gesellschaft für Internationale Zusammenarbeit (GIZ) verschmolz. Zum 1. Januar 2011 ist die GTZ in dieser neuen Gesellschaft aufgegangen.

## Aufgaben

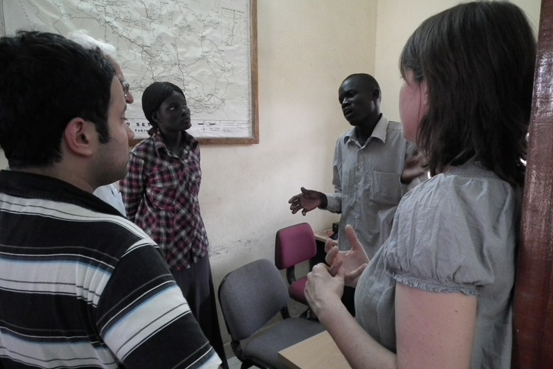
Niema Movassat und Christine Buchholz bei der Besichtigung eines GTZ-Projektes zur Polizeiausbildung in Juba, Südsudan

Hauptauftraggeber der GTZ war das Bundesministerium für wirtschaftliche Zusammenarbeit und Entwicklung. Es bestand ein Generalvertrag zwischen Bundesregierung und GTZ, der die GTZ verpflichtete, die Aufträge des BMZ im Rahmen der Technischen Zusammenarbeit (TZ) auszuführen.
Der TZ war der Aus- und Aufbau von Trägerstrukturen vorbehalten. In diesem Zusammenhang oblagen der GTZ insbesondere die Erbringung oder Finanzierung folgender Leistungen:
- der Einsatz von Fachkräften,
- die Erstellung von Studien,
- die Lieferung von Sachgütern sowie die Erstellung von Anlagen und Bauten, sofern das BMZ eine Direktleistung für zweckmäßig hielt, und
- Finanzierungsbeiträge.

Anlageinvestitionen und umfangreiche Sachlieferungen konnten in der Form von Finanzierungsbeiträgen der TZ nur abgewickelt werden, wenn sie mit dem Ziel der TZ-Vorhaben in unmittelbarem Zusammenhang standen, diese ergänzten und/oder eine notwendige Voraussetzung für deren Durchführung waren und sich sachlich unterordneten. Ansonsten waren diese Finanzierungen der Finanziellen Zusammenarbeit (FZ) vorbehalten.
Die Organisationsform als privatrechtliches Unternehmen ermöglichte es außerdem, mit Zustimmung der Bundesregierung auch im Auftrag Dritter (etwa internationaler Organisationen wie Weltbank, EU, UNHCR oder der Entwicklungsländer selbst) unmittelbar tätig zu werden (GTZ International Services), ohne dass sich die Bundesregierung hieran finanziell beteiligte oder Mitverantwortung für die Vorhaben trug.
KfW und GTZ kooperierten in der länderbezogenen sowie der projektübergreifenden fachlichen Zusammenarbeit und bei sog. Kooperationsprojekten. Dies waren solche Vorhaben, bei denen Maßnahmen der FZ und der TZ in einem direkten Zusammenhang standen und bei denen nach ihrer Art und ihrem Umfang oder wegen des spezifischen Fachwissens eine gemeinsame Durchführung durch beide Institutionen der Entwicklungszusammenarbeit zweckmäßig war.
Als gemeinnützige Körperschaft (Kapitalgesellschaft) durfte die GTZ die von ihr erwirtschafteten Gewinne nicht an die Gesellschafter ausschütten. Gewinne wurden ausschließlich für Zwecke der Entwicklungszusammenarbeit verwendet (so genannte Eigenmaßnahmen).
Die GTZ führte 2.300 Entwicklungsprojekte und -programme in 126 Ländern durch (Stand 2005), darunter die Mubarak-Kohl-Initiative.

## Mitarbeiter
Bei der Gründung setzte sich die Belegschaft aus 1875 Mitarbeitern, Angehörigen der ehemaligen BfE und GAWI, zusammen. In den letzten Jahren vor seiner Auflösung beschäftigte das Unternehmen rund 13.000 Mitarbeiter, davon rund 9.000 von ihnen als lokale Kräfte („nationales Personal“). Die GTZ war in 87 Ländern mit eigenen Büros vertreten. Zusätzlich arbeiteten rund 1.000 Personen in der Zentrale in Eschborn bei Frankfurt am Main.

## Zusammenlegung
Zum 1. Januar 2011 fusionierten die GTZ, der DED und InWEnt zur Deutschen Gesellschaft für Internationale Zusammenarbeit (GIZ).

## Sonstiges
Die GTZ war Mitglied von BioFrankfurt, ein Netzwerk für Biodiversität.
Im Oktober 2010 wurde die GTZ bei einem vom Bundesdeutschen Arbeitskreis für Umweltbewusstes Management (B.A.U.M.) e. V. organisierten Wettbewerb zum „fahrradfreundlichsten Arbeitgeber Deutschlands“ in der Kategorie der Großunternehmen gewählt.